# Smilax occidentalis
Smilax occidentalis là một loài thực vật có hoa trong họ Smilacaceae. Loài này được C.V.Morton miêu tả khoa học đầu tiên năm 1962.